# Ivan Nikítovitx Kojedub
El Cap Mariscal d'Aviació Ivan Nikítovitx Kojedub (ucraïnès: Іван Микитович Кожедуб; rus: Иван Никитович Кожедуб, 8 de juny de 1920 – 12 d'agost de 1991) va ser un aviador militar soviètic d'ascendència ucraïnesa. Durant la Segona Guerra Mundial va ser un as de l'aviació, aconseguint fins a 62 victòries aèries, la majoria d'elles volant amb un Làvotxkin La-5. És un dels pocs pilots soviètics que va abatre un avió de reacció Messerschmitt Me 262. Va ser nomenat Heroi de la Unió Soviètica en tres ocasions durant la Segona Guerra Mundial: 4 de febrer de 1944, 19 d'agost de 1944 i 18 d'agost de 1945.

## Biografia
Ivan Kojedub va néixer al poble d'Obrajievka, a l'oblast de Sumi (Ucraïna), el menor de 5 nens. Va aprendre a volar al club aeri de Xostkinsk i s'uní a l'exèrcit el 1940. Es graduà a l'Escola Militar d'Aviació de Txuguievsk, però no va incorporar-se immediatament al front, sinó que va quedar-se a l'escola com a instructor. Allà, entrenà a molts joves pilots soviètics.
Creient que el seu talent s'aprofitaria millor en combat, demanà el traspàs a una unitat operativa i al març de 1943 va ser enviat com a Starxii Serjant (Sergent Superior) al 240è IAP, una de les primeres unitats a rebre els nous Làvotxkin La-5. Operà al Front de Voronej, participant durant el mes de juliol a la batalla de Kursk. La seva primera victòria va ser un Junkers Ju 87 Stuka, abatut sobre Pokrova el 6 de juliol de 1943. Només 10 dies després assolia la seva vuitena victòria aèria. Va ser promogut a Mladxii Leitenant (tinent inferior). Llavors, la seva unitat va ser enviada a Khàrkov. En aquella època, normalment volava escortant bombarders bimotors Petliakov Pe-2. Durant la Segona Guerra Mundial serví com a pilot de caça en diverses zones (el Front de l'Estepa, el 2n Front d'Ucraïna, el 1r Front Belarús), arribant a ser vicecomandant del regiment aeri. Aconseguí les seves victòries 61a i 62a, les seves dues darreres, sobre Berlín el 16 d'abril de 1945.
Kojedub assolí la màxima xifra de victòries en combat aeri confirmades, més que cap altre pilot soviètic o aliat (sent l'As d'Assos Aliat) durant la Gran Guerra Patriòtica. Se'l contempla com el millor as de l'aviació soviètic de la guerra, i sempre se'l veu volant amb un Làvotxkin La-7. També es considera que tenia un do natural pel tir de deflecció, amb una rara habilitat per tocar objectius des d'angles molt oblics.
Les xifres de Kojedub durant la II Guerra Mundial són:
- 320 missions de combat
- 120 combats aeris
- 62 avions enemics abatuts, incloent un caça de reacció Me 262.

L'abril del 1951 va ser promogut a Polkovnik (coronel), comandant la 324a Divisió Aèria de Caces, enviada a Antung, a la frontera entre Xina i Corea del Nord, per volar amb MiGs 15 durant la Guerra de Corea en suport dels nord-coreans. No se l'autoritzà a participar en missions de combat, encara que ho va fer sota el pseudònim de Lee Si Tsin.

## Condecoracions
- Heroi de la Unió Soviètica (3)
- Orde de Lenin (2)
- Orde de la Bandera Roja (7)
- Orde d'Alexandre Nevski
- Orde de la Guerra Patriòtica de 1a classe
- Orde de l'Estrella Roja (2)
- Orde del Servei a la Pàtria a les Forces Armades de 2a i 3a classe
- Medalla pel Servei de Combat
- Medalla del Centenari de Lenin
- Medalla de la victòria sobre Alemanya en la Gran Guerra Patriòtica 1941-1945
- Medalla del 20è Aniversari de la Victòria en la Gran Guerra Patriòtica
- Medalla del 30è Aniversari de la Victòria en la Gran Guerra Patriòtica
- Medalla del 40è Aniversari de la Victòria en la Gran Guerra Patriòtica
- Medalla per la Conquesta de Berlín
- Medalla dels Veterans de les Forces Armades Soviètiques
- Medalla per la Consolidació de la Cooperació de Combat
- Medalla del 30è Aniversari de l'Exèrcit i l'Armada Soviètics
- Medalla del 40è Aniversari de les Forces Armades Soviètiques
- Medalla del 50è Aniversari de les Forces Armades Soviètiques
- Medalla del 60è Aniversari de les Forces Armades Soviètiques
- Medalla del 70è Aniversari de les Forces Armades Soviètiques
- Comandant de l'Orde de la Bandera Roja del MPR
- Ciutadà d'Honor de Balti, Txuguiev, Kaluga, Kupiansk i Sumi